# Velika nagrada San Marina 2003
Velika nagrada San Marina 2003 je bila četrta dirka Svetovnega prvenstva Formule 1 v sezoni 2003. Odvijala se je 20. aprila 2003.

## Dirka
| Poz | Št | Dirkač                | Konstruktor      | Krogi | Čas/Odstop   | Št. m. | Toč |
| --- | -- | --------------------- | ---------------- | ----- | ------------ | ------ | --- |
| 1   | 1  | Michael Schumacher    | Ferrari          | 62    | 1:28:12,058  | 1      | 10  |
| 2   | 6  | Kimi Räikkönen        | McLaren-Mercedes | 62    | + 1,882 s    | 6      | 8   |
| 3   | 2  | Rubens Barrichello    | Ferrari          | 62    | + 2,291 s    | 3      | 6   |
| 4   | 4  | Ralf Schumacher       | Williams-BMW     | 62    | + 8,803 s    | 2      | 5   |
| 5   | 5  | David Coulthard       | McLaren-Mercedes | 62    | + 9,411 s    | 12     | 4   |
| 6   | 8  | Fernando Alonso       | Renault          | 62    | + 43,689 s   | 8      | 3   |
| 7   | 3  | Juan Pablo Montoya    | Williams-BMW     | 62    | + 45,271 s   | 4      | 2   |
| 8   | 17 | Jenson Button         | BAR-Honda        | 61    | +1 krog      | 9      | 1   |
| 9   | 20 | Olivier Panis         | Toyota           | 61    | +1 krog      | 10     |     |
| 10  | 9  | Nick Heidfeld         | Sauber-Petronas  | 61    | +1 krog      | 11     |     |
| 11  | 10 | Heinz-Harald Frentzen | Sauber-Petronas  | 61    | +1 krog      | 14     |     |
| 12  | 21 | Cristiano da Matta    | Toyota           | 61    | +1 krog      | 13     |     |
| 13  | 7  | Jarno Trulli          | Renault          | 61    | +1 krog      | 16     |     |
| 14  | 15 | Antônio Pizzonia      | Jaguar-Cosworth  | 60    | +2 kroga     | 15     |     |
| 15  | 11 | Giancarlo Fisichella  | Jordan-Ford      | 57    | +5 krogov    | 17     |     |
| Ods | 14 | Mark Webber           | Jaguar-Cosworth  | 54    | Pog. gred    | 5      |     |
| Ods | 12 | Ralph Firman          | Jordan-Ford      | 51    | Dovod olja   | 19     |     |
| Ods | 19 | Jos Verstappen        | Minardi-Cosworth | 38    | El. sistem   | 20     |     |
| Ods | 18 | Justin Wilson         | Minardi-Cosworth | 23    | Dovod goriva | 18     |     |
| Ods | 16 | Jacques Villeneuve    | BAR-Honda        | 19    | Motor        | 7      |     |